# SaskTel Centre
Das SaskTel Centre ist eine Mehrzweckhalle in der kanadischen Stadt Saskatoon, Provinz Saskatchewan. Es befindet sich am Nordostrand der Stadt und wurde am 9. Februar 1988 eröffnet. Die Arena bietet heute Platz für maximal 15.100 Zuschauer und ist Heimspielstätte der Eishockeymannschaft der Saskatoon Blades.

## Geschichte
Die Arena wurde am 9. Februar 1988 eröffnet und hatte zunächst eine Kapazität von 7.800 Plätzen. Für die Ausrichtung der Eishockey-Weltmeisterschaft der Junioren 1991 wurde sie auf 11.300 Plätze erweitert. In Vorbereitung auf die Austragung der Eishockey-Weltmeisterschaft der U20-Junioren 2010 fand von Januar bis November 2009 eine Renovierung der Halle statt, bei der die Kapazität um weitere 3.000 Plätze erhöht wurde. Zudem wurden die Umkleidebereiche den aktuellen Erfordernissen angepasst.
Seit 2014 trägt die Halle für zehn Jahre den Namen der kanadische Telekommunikationsunternehmen SaskTel. Das Unternehmen zahlt dafür jährlich 350.000 CAD.

## Veranstaltungen
Neben den regelmäßig ausgetragenen Heimspielen der Saskatoon Blades fanden im SaskTel Centre weitere Veranstaltungen statt.
- In den Jahren 1991 und 2010 war die Arena Austragungsort der Eishockey-Weltmeisterschaft der Junioren.
- Einige Spiele des Canada Cup 1991 wurden in der Halle ausgetragen.
- Der University Cup, die kanadische Universitätsmeisterschaft im Eishockey, der Jahre 1998 bis 2000 fand im Saskatchewan Place statt.
- Ein Spiel der Super Series 2007, einem Eishockeywettbewerb zwischen den Juniorennationalmannschaften Russlands und Kanadas, wurde in der Arena ausgetragen.
- Im Jahr 1989 fand der Memorial Cup der Canadian Hockey League (CHL) im Saskatchewan Place statt.
- 1999 war die Arena Austragungsort der Volleyball-Weltmeisterschaft der Juniorinnen.
- 2005 fand die Hauptveranstaltung zum 100. Geburtstag Saskatchewans als kanadische Provinz im CUC statt, bei der das Staatsoberhaupt, Elisabeth II., und ihr Gemahl Prinz Philip anwesend waren.
- 2007 wurden die Juno Awards in der Arena verliehen.
- Die kanadischen Curling-Meisterschaften der Männer, The Brier genannt, wurden 1989, 2000 und 2004 in der Halle ausgetragen; das Turnier der Frauen, das Tournament of Hearts, im Jahr 1991.

## Galerie

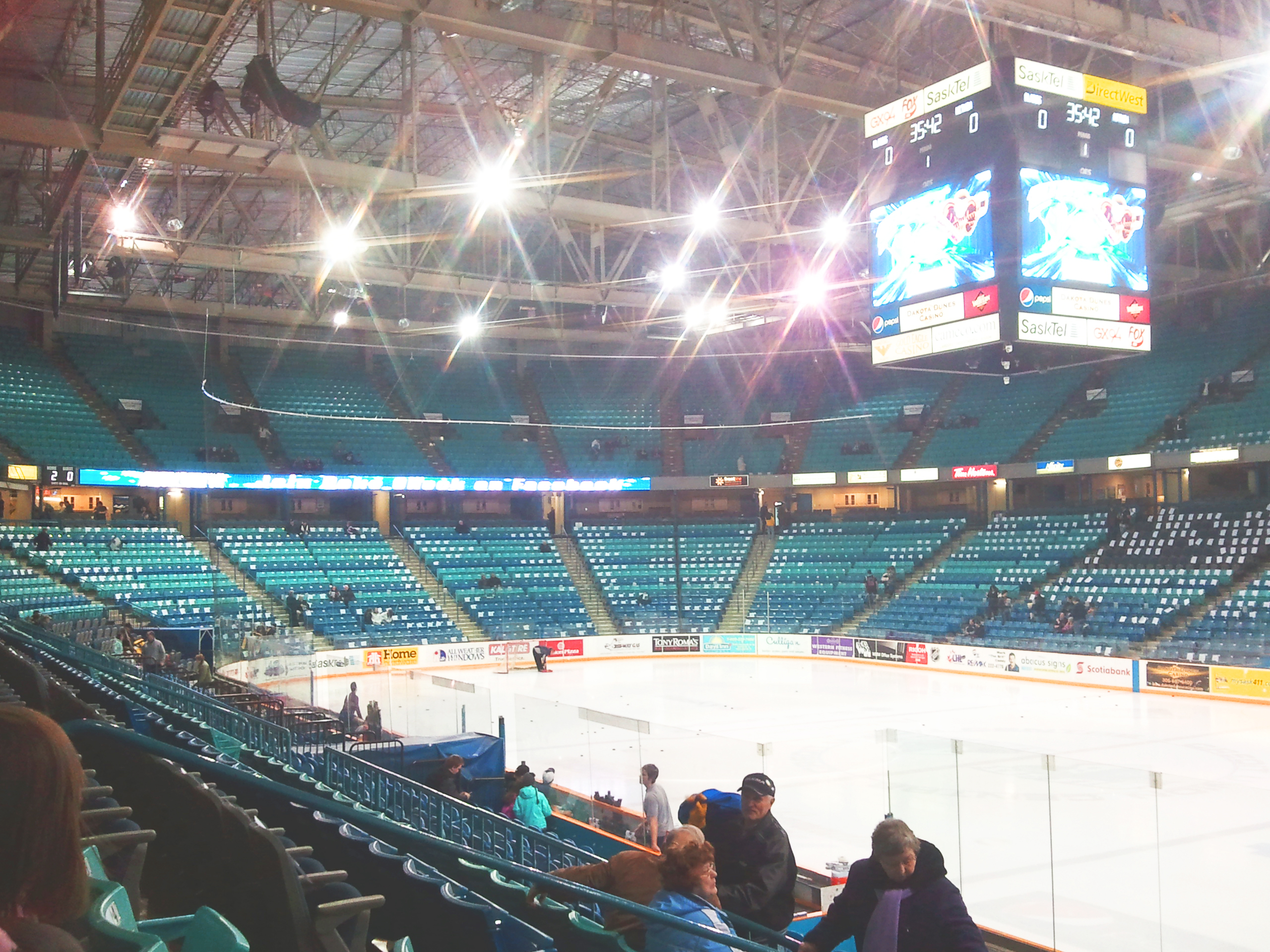
Die Halle mit Eisfläche (2011)